# 400-as főút
400-as főút (ungarisch für ‚Hauptstraße 400‘) ist eine ungarische Hauptstraße.

## Verlauf
Die Straße folgt im Südosten von Budapest zwischen Vecsés und Üllő dem ursprünglichen Verlauf der hier auf eine weiter nördlich verlaufende Trasse verlegten 4-es főút (Hauptstraße 4).
Die Gesamtlänge der Straße beträgt 8 Kilometer.